# Eocathayornis
Eocathayornis is een geslacht van uitgestorven vogels uit het Vroeg-Krijt van het huidige China, behorend tot de Enantiornithes. De enige benoemde soort is Eocathayornis walkeri.
In 1994 groef Zhou Zhonghe bij Boluochi in Liaoning een skeletje op van een vogel. Hij wees het eerst toe aan Cathayornis die in dezelfde groeve gevonden was. Later kwam hij tot de conclusie dat het een basalere soort betrof.
In 2002 benoemde en beschreef Zhonghe de typesoort Eocathayornis walkeri. De geslachtsnaam verbindt een Oudgrieks ἠώς, èoos, 'dageraad', met Cathayornis, een verwijzing naar de hypothese dat het in bouw om een soort voorloper van Cathayornis zou gaan. De soortaanduiding eert de Britse paleontoloog Cyril Alexander Walker, een pionier in de studie van Enantiornithes.
Het holotype IVPP 10916 is gevonden in een laag van de Jiufotangformatie die dateert uit het late Aptien. Het bestaat uit de bovenhelft van een skelet met schedel, samengedrukt tussen twee platen. Bekken, pygostyle van de staart en achterpoten ontbreken. De botten zijn slechts bewaard als afdrukken.
Eocathayornis is ongeveer even groot als Cathayornis en heeft dus de grootte van een mus.
Zhou wist enkele onderscheidende kenmerken vast te stellen. De halswervels hebben zadelvormige gewrichtsvlakken. Het ravenbeksbeen is relatief kort, tweemaal zo lang als breed. Het borstbeen heeft een paar zijdelingse uitsteeksels aan de achterkant. Dit kenmerk komt ook bij Cathayornis voor en is dus niet op zich onderscheidend. De ellepijp is 10 procent langer van het opperarmbeen. Het spaakbeen heeft driekwart van de breedte van de ellepijp. De hand is iets korter dan de onderarm.
De praemaxilla draagt vier kleine puntige tanden met een ingesnoerde basis. Zhou telde elf halswervels. Het borstbeen is gekield en korter dan breed; bij Cathayornis is dit omgekeerd. Het ravenbeksbeen is relatief kort; Zhou zag dit als een bij uitstek basaal kenmerk, duidend op een nog beperkt vermogen tot vliegen. Het spaakbeen is breder dan bij Cathayornis. De formule van de vingerkootjes is 2-3-2.
Zhou plaatste Eocathayornis in de Cathayornithidae.